# 웨이크 업!!
〈웨이크 업!!〉(일본어: ウェィカッ 웨이캇[*])은 유이카오리의 여섯 번째 싱글이다. 2012년 10월 31일에 킹레코드에서 발매됐다.

## 개요
〈그대의 YELL〉로부터 약 7개월 만에 발매되는 2012년의 두 번째 싱글이 된다.
본작의 발매를 기념해서, 오사카, 아이치, 도쿄의 총 4곳에서 악수회가 행해졌다.

## 수록곡
1. 웨이크 업!!(ウェィカッ!!) [4:27]
  - 작사 · 작곡 · 편곡: 마에야마다 켄이치

TV 도쿄 《애니송 플러스》 2012년 10월 오프닝 테마
2. 약속 Calendar(ゆびきりCalendar) [4:38]
  - 작사: 코다마 사오리, 작곡: 야마사키 히로코, 스트링스 편곡: 오쿠보 카오루
3. 웨이크 업!! (off vocal ver.)
4. 약속 Calendar (off vocal ver.)

DVD(초회한정반만)
1. 웨이크 업!! (뮤직 비디오)

## 출전
1. ↑  “나탈리 - 유이카오리, 새 싱글 〈웨이크 업!!〉 발매로 악수회 개최”. 2012년 11월 7일에 확인함.